# Berrogain-Laruns
Berrogain-Laruns (på baskiska: Berrogaine-Larüntze) är en kommun i departementet Pyrénées-Atlantiques i regionen Nouvelle-Aquitaine i sydvästra Frankrike. Kommunen ligger i kantonen Mauléon-Licharre som tillhör arrondissementet Oloron-Sainte-Marie. År 2022 hade Berrogain-Laruns 156 invånare.

## Befolkningsutveckling
Antalet invånare i kommunen Berrogain-Laruns
| Referens: INSEE |